# Systematický název
Systematický název na rozdíl od triviálního názvu vyjadřuje systematické zařazení popisovaného jevu.

## Systematické názvy v chemii
Systematický název sloučeniny vyjadřuje chemickou strukturu látky. Systematické je například Preslovo české názvosloví oxidů (například oxid uhelnatý, oxid křemičitý) a z nich odvozené názvy (kyselina sírová), ale i složitějších organických sloučenin (1,3-dimethylbutadien). Některé původní triviální názvy jsou do systematického názvosloví začleněny.
Chemické prvky vyskytující se v přírodě nebo významné se označují triviálními názvy a značkami vytvořenými jako zkratka triviálních názvů. Systematické názvy se používají pouze u prvků periodické tabulky dosud neobjevených nebo krátce po uznání jejich objevu, dokud IUPAC neschválí konečný název a značku.

## Systematické názvy v biologii
V biologii jsou systematické názvy tvořeny dvojslovnými názvy druhů a soustavou taxonomických kategorií. Zejména rodové názvy, ale i některé názvy druhů nebo vyšších kategorií vycházejí z triviálních názvů živočichů, rostlin nebo hub.